# San Pascual (Batangas)
San Pascual é um município de  primeira classe de renda municipal (d) na província Batangas, nas Filipinas. De acordo com o censo de 1 de maio  de  2020 possui uma população de 69 009 pessoas e 17 717 domicílios.